# Budapest lexikon
A Budapest lexikon Budapesttel és előd településeivel kapcsolatos kulturális, helytörténeti, földrajzi, ipartörténeti és egyéb ismeretek lexikonszerű feldolgozása. A kétkötetes mű első kiadása 1973-ban jelent meg, magán viseli az akkori idők ideológiai megközelítését, azóta nagyrészt elavulttá vált. A második bővített és átdolgozott kiadást 1993-ban adta ki az Akadémiai Kiadó Berza László főszerkesztő vezetésével. Ez a kétkötetes könyv 8116 cikket és 1260 illusztrációt tartalmaz.